# Symfonie č. 4 (Beethoven)
Symfonie č. 4 je symfonie Ludwiga van Beethovena. Skladatel ji napsal v roce 1806 a věnoval Franzi von Oppersdorffovi. Skládal ji v Hradci nad Moravicí.

## Názvy vět
1. Adagio – Allegro vivace
2. Adagio
3. Allegro molto e vivace – Trio. Un poco meno allegro
4. Allegro ma non troppo

Durata: 33 minut.

## Orchestrace
Dřevěné nástroje: 1 příčná flétna, 2 hoboje, 2 klarinety, 2 fagoty

Žesťové nástroje: 2 lesní rohy, 2 trubky

Bicí nástroje: tympány

Smyčcové nástroje: 1. a 2. housle, violy, violoncella, kontrabasy